# Óscar Pereiro
Óscar Pereiro Sio (Mos, Pontevedra, 3 de agosto de 1977) foi um ciclista profissional galego vencedor do Tour de France 2006 que participa de competições de ciclismo de estrada. O seu principal triunfo era uma vitória de etapa na Volta da França 2005, até que na edição de 2006, chegou a vestir o Maillot jaune, e viria a ser consagrado vencedor após a desqualificação, por doping, de Floyd Landis.
Debutou no ciclismo numa modesta equipa portuguesa Porta da Ravessa. Na Volta a França de 2005 ganhou o prêmio de combatividade e acabou em décimo lugar no cômputo geral, igualando o feito de 2004.
O ciclista estreou em 2010 como jogador de futebol em um time da 5º divisão espanhola.

## Equipas
- 2010 Astana  2009 Caisse d'Epargne  2008 Caisse d'Epargne  2007 Caisse d'Epargne  2006 Caisse d'Epargne - Illes Balears  2005 Phonak Hearing Systems  2004 Phonak Hearing Systems  2003 Phonak Hearing Systems  2002 Phonak Hearing Systems  2001 Porta da Ravessa  2000 Porta da Ravessa

## Ligações externas

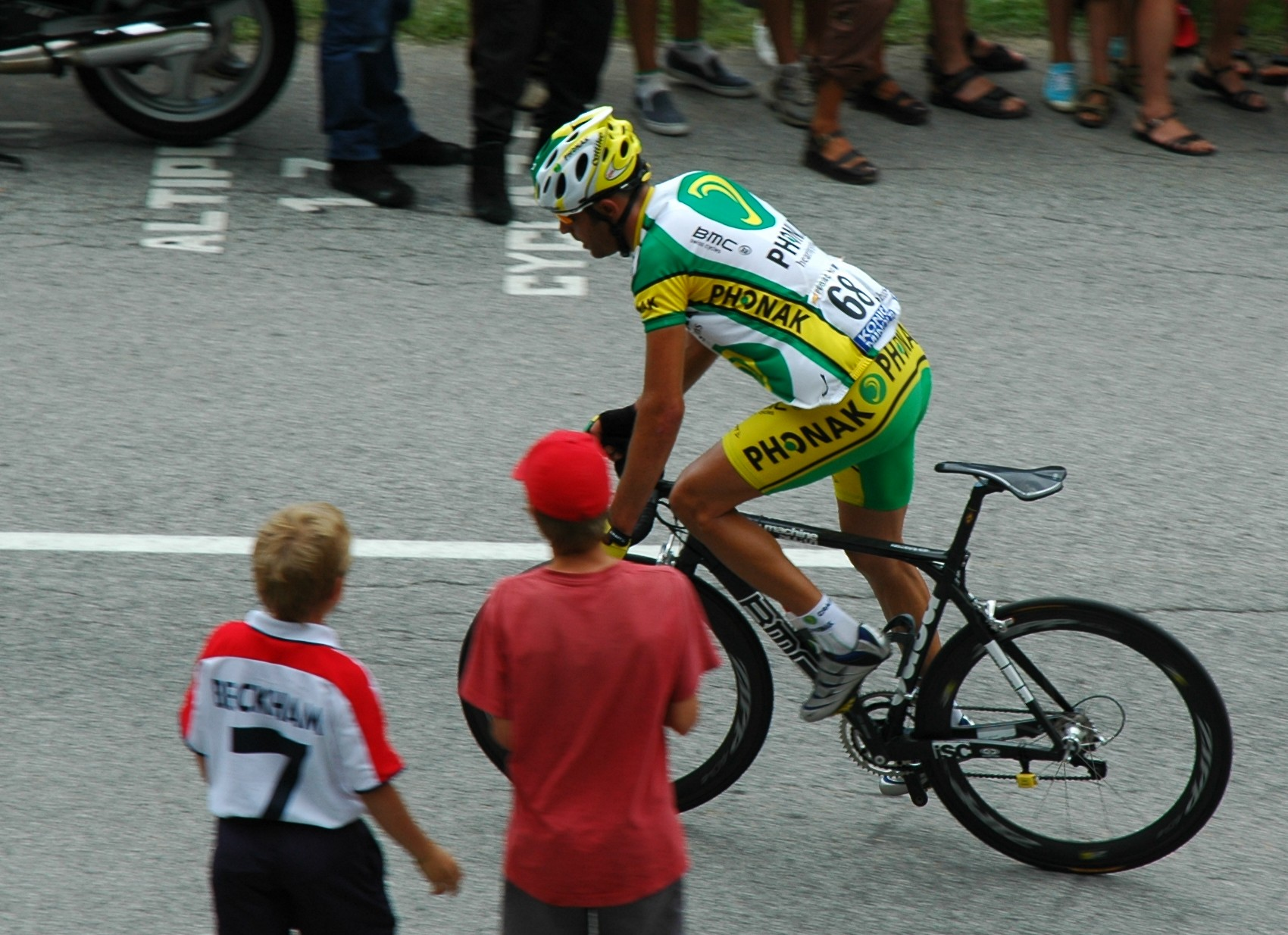
Oscar Pereiro, Volta da França 2005.

## Palmares
- venceu Tour de France  ('06)
- etapa Tour de France  ('05)
- Classique des Alpes  ('04)
- etapa Tour de Romandie  ('05)
- etapa Tour de Suisse  ('03)
- etapa Setmana-Catalana ('02)